# Voie A/1
La voie A/1 est une voie privée non dénommée située dans le 1er arrondissement de Paris.

## Situation et accès
La voie A/1 est une voie privée située dans le 1er arrondissement de Paris. Elle débute au niveau du 12 rue Duphot, et se termine en impasse.
On y accède par une large arcade passant sous l'immeuble situé au 12 rue Duphot. Son accès est restreint par un portail. Au bout de l'impasse se trouvait une petite place circulaire, aujourd'hui détruite.

## Historique
Cette voie a été créée dans le premier quart du XIXe siècle, pour desservir deux immeubles construits entre 1806 et 1810 pour une compagnie hollandaise par l'architecte Emmanuel Aimé Damesme.
Ces immeubles sont transformés en 1838 en manège, le manège Duphot, par le comte d'Aure. Le manège hébergeait environ 80 chevaux, et avait pour principal concurrent le manège de la rue du Faubourg Saint-Martin. Cependant, alors que son concurrent attirait surtout la bourgeoisie libérale, le manège Duphot recrutait surtout sa clientèle parmi l'aristocratie du faubourg Saint-Germain. Après de multiples changements de direction, l'établissement ferme définitivement ses portes durant la première guerre mondiale. Seule l'inscription au-dessus de l'arcade située au début de l'impasse rappelle l'ancienne nature des bâtiments de la voie A/1.
Aujourd'hui, les bâtiments originels ont subi quelques modifications : les bâtiments de fond de parcelle ainsi que la placette ont été remplacés par des garages et un immeuble moderne. Ils ont été inscrits aux monuments historiques le 3 février 1989.

## Galerie d'images

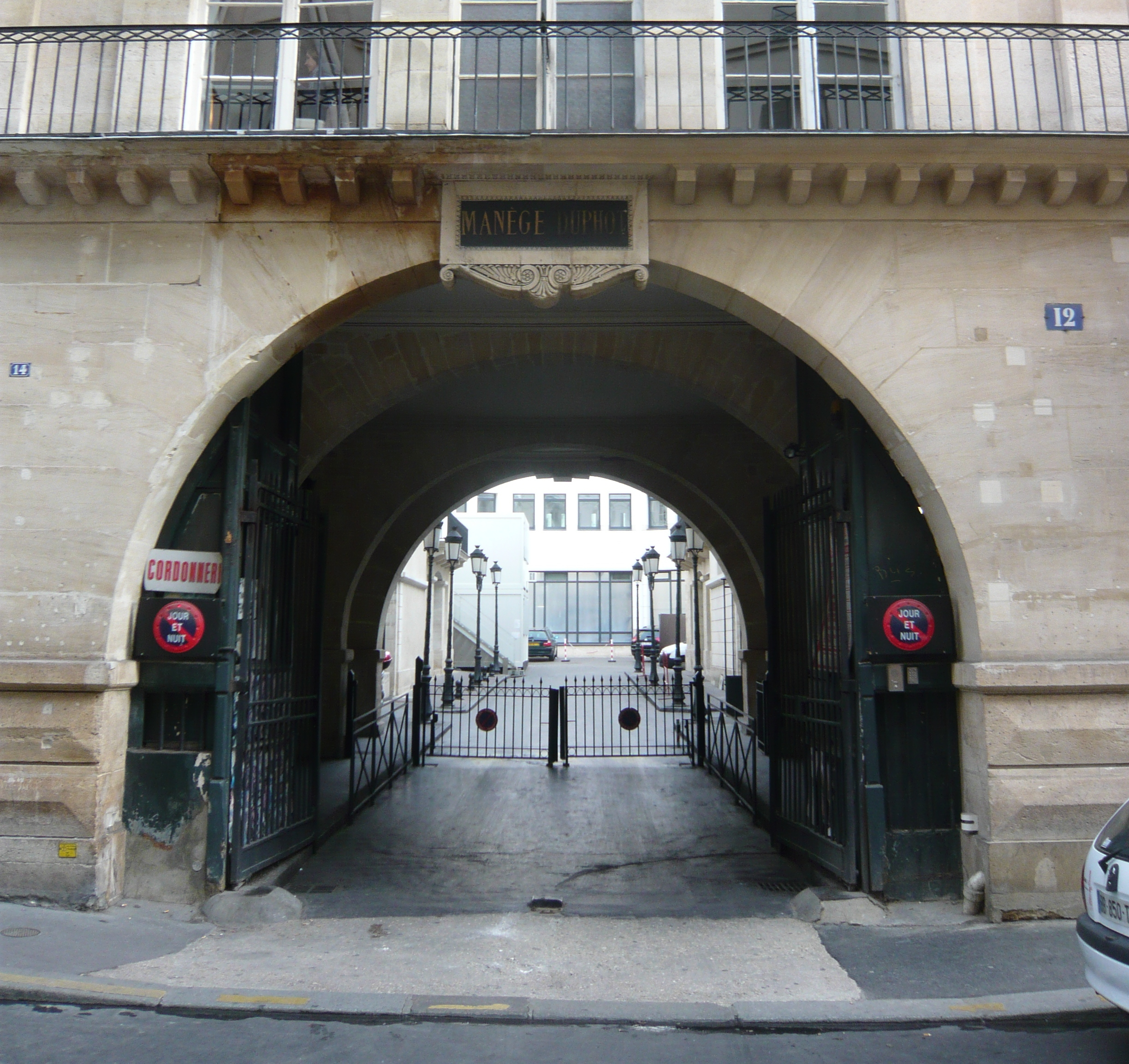
Entrée de l'impasse, avec son arcade. On remarque l'inscription "manège Duphot" au-dessus de l'arcade.
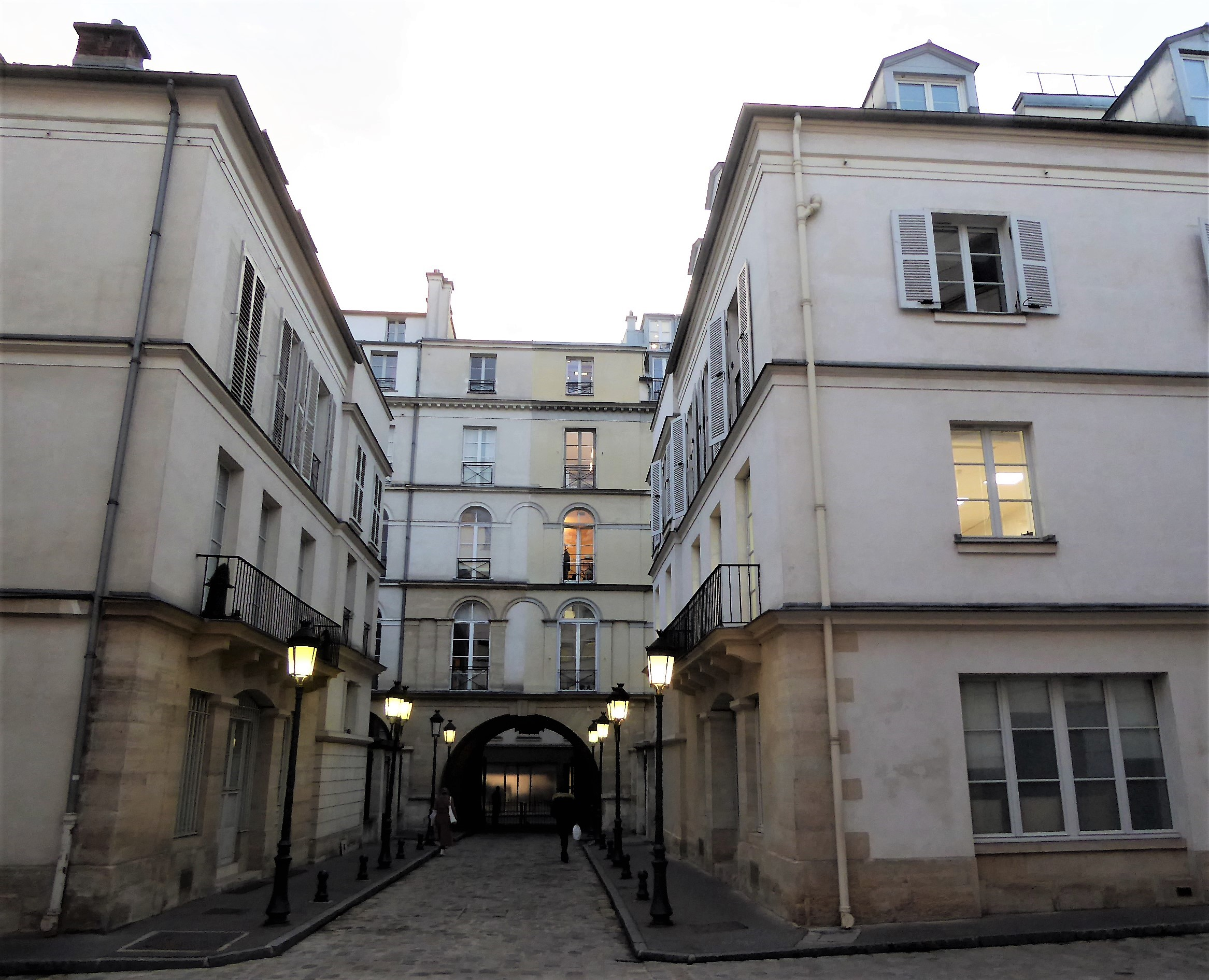
Vue depuis le fond de la cour

## Pour approfondir